# Le Gendre ingénieux
Pour les articles homonymes, voir Le Gendre.
Le Gendre ingénieux est un court métrage muet français réalisé par Henri Desfontaines sorti en 1910.

## Fiche technique
- Réalisation : Henri Desfontaines
- Pays de production : France
- Format : Muet - Noir et blanc
- Genre : Court métrage
- Durée : inconnue
- Date de sortie : 
  - France : 1910

## Distribution
- Gabrielle Lange